# Clube dos 3.000 strikeouts

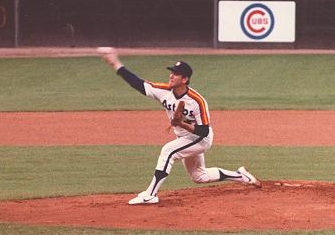
Membro do Hall do Fame, Nolan Ryan é o líder da MLB em strikeouts com 5714.

Na Major League Baseball (MLB), o clube dos 3.000 strikeouts é um grupo de arremessadores que eliminaram por strikeout  3000 ou mais rebatedores durante suas carreiras. Walter Johnson foi o primeiro a atingir a marca de 3000, conseguindo o feito em 1923, e foi o único a conseguir a façanha por 50 anos até que Bob Gibson anotou seu 3000º strikeout em 1974. No total, 16 arremessadores atingiram a marca de  3000 strikeouts, sendo John Smoltz, o mais recente membro do clube, em 2008. Steve Carlton e Randy Johnson são os únicos arremessadores canhotos neste grupo. Randy Johnson foi o arremessador que mais rapidamente atingiu a marca de 3000 strikeouts, tendo menos jogos ou entradas jogadas do que qualquer outro arremessador. César Gerónimo é o único jogador que foi eliminado por strike por dois arremessadores diferentes em seu 3000º strikeout, primeiro por Gibson em 1974 e então por Nolan Ryan em 1980. O Chicago Cubs é uma das duas franquias a ter múltiplos arremessadores anotarem seu 3000º strikeout enquanto atuando pelo time, primeiro Ferguson Jenkins em 1982 e então Greg Maddux em  2005. O Minnesota Twins também tem dois arremessadores que atingiram a marca enquanto jogavam pelo time. Walter Johnson foi o primeiro, se juntando ao clube quando a franquia ainda se chamava Washington Senators, então Bert Blyleven tornou-se membro do clube em 1986 com o time em  Minnesota. Dez arremessadores com 3000 strikeouts também são membros do Clube das 300 vitórias. Sete arremessadores deste clube foram nomeados entre os 100 maiores arremessadores na história da MLB, como parte do All-Century Team, quatro dos quais foram eventualmente votados como jogadores de início de partida deste time pelo voto dos fãs.
A filiação ao clube dos 3000 strikeouts é sempre descrita como garantia de uma eventual entrada no Baseball Hall of Fame. Randy Johnson, Pedro Martínez e John Smoltzsão os mais recentes eleitos, todos votados em 2015. Dos treze membros do clube que são elegíveis para o Hall of Fame, onze foram eleitos. Os dois que apareceram na votação mas não foram eleitos, Roger Clemens e Curt Schilling, ambos fizeram sua primeira aparição na votação em 2013.  Cada um recebeu apenas metade dos votos necessários para a indução, com Schilling recebendo um pouco mais de votos que Clemens. Uma futura eleição de Clemens é vista como incerta devido às alegadas ligações ao uso de substâncias banidas no beisebol que servem para o aumento de performance. A elegibilidade atual e em um futuro próximo de muitos jogadores ligados ao uso de drogas, combinado com restrições dos votos no Hall of Fame, tem sido citadas como fonte de problemas em eleições futuras. A elegibilidade requer que um jogador tenha se aposentado a cinco temporadas ou ter falecido, ao menos, a seis meses.

## Campo
| Jogador    | Nome do jogador                                            |
| Strikeouts | strikeouts na carreira                                     |
| IP         | Entradas jogadas na carreira                               |
| Data       | Data do 3000º strikeout do arremessador                    |
| Rebatedor  | O rebatedor que sofreu o 3000º strikeout do arremessador   |
| Time       | O time em que o arremessador atuava em seu 3000º strikeout |
| Temporadas | Temporadas em que este jogador atuou nas grandes ligas     |
| †          | Eleito para o Baseball Hall of Fame                        |

## Membros do clube

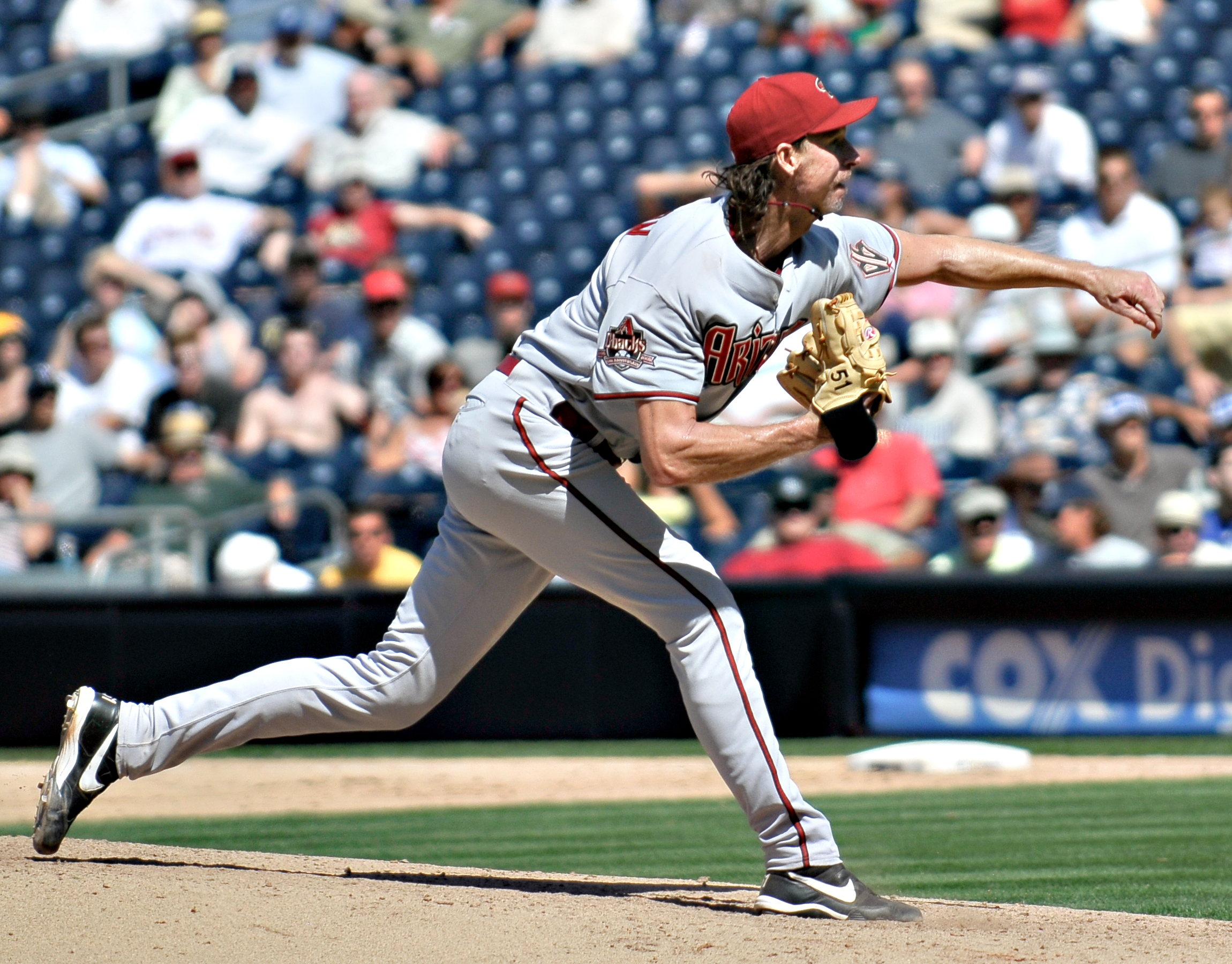
Membro do Hall of Fame, Randy Johnson, o segundo em todos os tempos em strikeouts, é um dois arremessadores canhotos com 3000 strikeouts na história da MLB.

| Jogador           | Strikeouts | IP       | Data                   | Rebatedor        | Time                  | Temporadas           | Ref    |
| ----------------- | ---------- | -------- | ---------------------- | ---------------- | --------------------- | -------------------- | ------ |
| Nolan Ryan†       | 5714       | 5386     | 4 de julho de 1980     | César Gerónimo   | Houston Astros        | 1966–1993            | [ 17 ] |
| Randy Johnson†    | 4875       | 4135+1⁄3 | 10 de setembro de 2000 | Mike Lowell      | Arizona Diamondbacks  | 1988–2009            | [ 3 ]  |
| Roger Clemens     | 4672       | 4916+2⁄3 | 5 de julho de 1998     | Randy Winn       | Toronto Blue Jays     | 1984–2007            | [ 18 ] |
| Steve Carlton†    | 4136       | 5217+1⁄3 | 29 de abril de 1981    | Tim Wallach      | Philadelphia Phillies | 1965–1988            | [ 2 ]  |
| Bert Blyleven†    | 3701       | 4970     | 1 de agosto de 1986    | Mike Davis       | Minnesota Twins       | 1970–1992            | [ 19 ] |
| Tom Seaver†       | 3640       | 4782+2⁄3 | 18 de abril de 1981    | Keith Hernandez  | Cincinnati Reds       | 1967–1986            | [ 20 ] |
| Don Sutton†       | 3574       | 5282+1⁄3 | 24 de junho de 1983    | Alan Bannister   | Milwaukee Brewers     | 1966–1988            | [ 21 ] |
| Gaylord Perry†    | 3534       | 5350+1⁄3 | 1 de outubro de 1978   | Joe Simpson      | San Diego Padres      | 1962–1983            | [ 22 ] |
| Walter Johnson†   | 3508       | 5914+2⁄3 | 22 de julho de 1923    | Incerto          | Washington Senators   | 1907–1927            | [ 23 ] |
| Greg Maddux†      | 3371       | 5008+1⁄3 | 26 de julho de 2005    | Omar Vizquel     | Chicago Cubs          | 1986–2008            | [ 25 ] |
| Phil Niekro†      | 3342       | 5404+1⁄3 | 4 de julho de 1984     | Larry Parrish    | New York Yankees      | 1964–1987            | [ 26 ] |
| Ferguson Jenkins† | 3192       | 4500+2⁄3 | 25 de maio de 1982     | Garry Templeton  | Chicago Cubs          | 1965–1983            | [ 27 ] |
| Pedro Martínez†   | 3154       | 2827+1⁄3 | 3 de setembro de 2007  | Aaron Harang     | New York Mets         | 1992–2009            | [ 28 ] |
| Bob Gibson†       | 3117       | 3884+1⁄3 | 17 de julho de 1974    | César Gerónimo   | St. Louis Cardinals   | 1959–1975            | [ 29 ] |
| Curt Schilling    | 3116       | 3261     | 30 de agosto de 2006   | Nick Swisher     | Boston Red Sox        | 1988–2007            | [ 31 ] |
| CC Sabathia†      | 3093       | 3577     | 30 de abril de 2019    | John Ryan Murphy | New York Yankees      | 2001–2019            |        |
| John Smoltz†      | 3084       | 3473     | 22 de abril de 2008    | Felipe López     | Atlanta Braves        | 1988–1999, 2001–2009 | [ 34 ] |